# Лунната птица
„Лунната птица“ (на английски: Moonbird) е американски анимационен филм от 1959 година, създаден от Джон и Фейт Хъбли.

## Сюжет
Две малки момчета се измъкват в нощния мрак през прозореца на своята спалня и тръгват на лов за „Лунната птица“, опитвайки се да я хванат обсебени от мисълта, че хората я срещат на най-различни места, но никой не я притежава. Тя обаче избягва от приготвения капан, а след това самичка последва децата до дома им.

## В ролите
Персонажите във филма са озвучени с гласовете на:
- Марк Хъбли като Марк
- Рей Хъбли като Хемпи[1]

## Награди
- Оскар за най-добър филм в категорията „късометражен анимационен филм“ от 1959 година.